# فوئنته د اورو
فوئنته د اورو (انگلیسی: Fountain of Gold) نام شهری در کشور کلمبیا است.